# 沈興善
沈 興善（シム・フンソン、심흥선）は、大韓民国の軍人。本貫は青松沈氏。

## 経歴
1925年、京畿道開城に生まれる。松都中学校卒業。同じく陸軍大将となる李世鎬とは同級生であった。学徒出陣して日本軍少尉。
1946年12月、警備士官学校第2期卒業、任少尉（軍番10197番）。南朝鮮国防警備隊司令官・宋虎聲の専属副官となるが、交通事故を起こし、済州島の第9連隊人事課長に左遷される。済州島四・三事件発生直後の4月10日に司令部に呼び戻される。
1950年6月、アメリカ砲兵学校卒業。同年7月、帰国。1952年、砲兵学校校長。1954年4月、第1野戦軍砲兵部長。1955年、アメリカ陸軍指揮幕僚大学卒業。
1956年、第9師団長。1959年、陸軍本部軍需参謀部次長。1960年5月、陸軍本部憲兵監。1961年、陸軍本部人事参謀副長、同年5月、広報部長官。1962年、陸軍本部管理参謀副長。1965年、第1軍団長。1966年、第3軍団長。1967年、合同参謀本部長。1968年、陸軍参謀次長。1969年、陸軍士官学校校長。1970年8月、合同参謀議長、任大将。1972年、予備役編入。同年10月、駐スペイン大使。1974年、総務処長官。

## 勲章
- レジオン・オブ・メリット 1955年10月17日[6]